# 52 км (зупинний пункт, Донецька залізниця)
52 км — пасажирський залізничний зупинний пункт Лиманської дирекції Донецької залізниці на лінії Покровськ — Дубове між станціями Мерцалове (14 км) та Легендарна (18 км). Розташований в селі Нововодяне Покровського району Донецької області.

## Історія
Зупинний пункт Платформа 52 км в районі села Нововодяне відкритий 1961 року. Від зупинного пункту 52 км на північ залізниця йде високим (до 10 м) насипом із віадуком над автошляхом Золотий Колодязь — Білозерське і через долину річки Водяна (а точніше, того, що від неї залишилося) у верхній течії. Кількість пасажирів з року в рік коливалася: у 1971 році звідси придбали квитки 1,9 тис. пасажирів, у 1972 році — всього лише 57 пасажирів. Інтерес для дослідника історії викликає річка Водяна, яка протікає через село Нововодяне.
З 2007 року пасажирське сполучення на даній ділянці припинено.

## Туристичні можливості

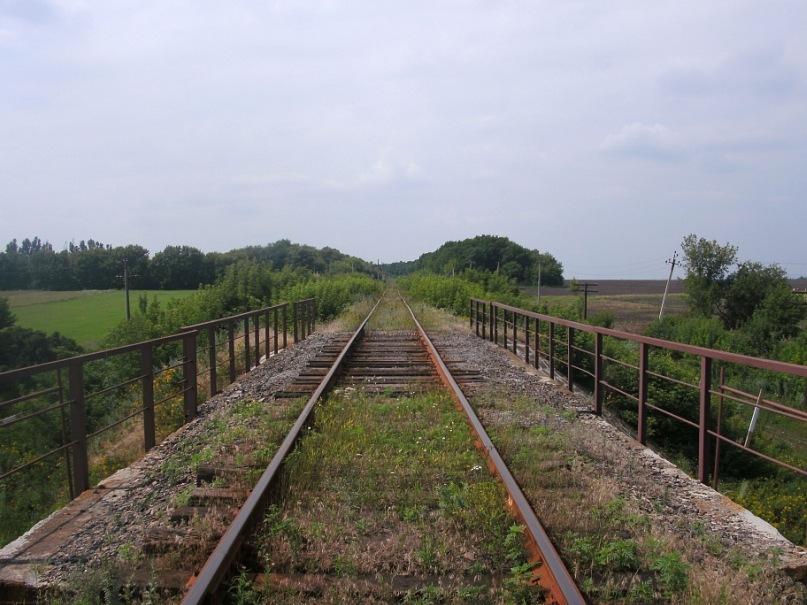
Краєвид у бік зупинного пункту 52 км в районі Нововодяного

За даними істориків та археологів Бориса Рибакова та Світлани Плетньової, річка Водяна, що протікає поруч, — і є легендарна Каяла, де відбулася відома битва князя Ігора з половцями у 1185 році. Місце битви вчені локалізували на захід і північний захід від сучасного Нововодяного. У своїх дослідженнях Борис Рибаков і Світлана Плетньова спростовували класичну гіпотезу, в якій стверджувалося, що битва Ігора з половцями відбулася у басейні річки Сіверський Донець. Б. О. Рибаков відкидає також зв'язок з битвою назв річок в басейні Дону, Сіверського Дінця, Азовського моря, співзвучних з Каялою. Так, академік звертає увагу, що Єфросинія Ярославна, оплакуючи полон чоловіка, звертається не до Дону, а до річки Дніпро. Розглядаючи два «дніпровських» варіанта — «північний» («Орільський») і «південний» («Самарський»), Б. О. Рибаков зупинився на останньому. «Орільський» варіант було відкинуто через те, що в даному випадку Ігор вийшов би з Сіверщини, пройшовся б краєм Землі Половецької, і увійшов би у Переяславське князівство, не виходячи вглиб ворожої території.
В основу методики локалізації місця битви лягли положення:
- поле битви пролягло на відстані півтора переходи (ніч і півдня) від річки Салниця, яка локалізувалася як нині пересохла притока Сіверського Дінця, що впадає в останній в районі сучасного Ізюма;
- перша сутичка з половцями відбулася за Сюурліем, заболоченою річкою, на «протилежному» березі, і русичі гналися за половецькими «вежами» від полудня до ночі. С. А. Плетньова стверджує, що це були «лже-вежі», які лише відволікали на себе увагу русичів;
- ночівля русичів сталася «за горою», яка ототожнювався з вододільним хребтом між річками Каяла і Сюурлій.

Беручи за вихідний варіант «ізюмської Салниці», Б. О. Рибаков окреслив на мапі дугу окружності, радіус якої дорівнює півтора переходи, і знайшов вододіл між басейнами річок Самара і Сіверський Донець, — т.з. «Дніпрово-Донський Шеломянь». Беручи за шлях русичів в півтора переходи, який знаходиться в межах 40-80 км, Б. О. Рибаков окреслив дві дуги: «малу», 40-кілометрову, яка припадала на басейн річки Сухий Торець, і «велику», 80-кілометрову, яка припадала на басейн річок Самара та її притоки Бик. Якщо місцевість «малою дугою» являє з себе рівну степ без ярів і перелісків, то по «великій дузі» місцевість яриста, порізана річками і балками, яка нагадує місцевість, описану в «Слові». Отже, подальші дослідження були пов'язані з цією місцевістю.
Крім того, басейн річки Самара був набагато ближче до відомих кочовищ хана Кончака в басейні Казенного Торця. Тут, по вододілу Дніпра і Дона, був знайдений Сюурлій, одне зі значень назви якого азербайджанською мовою передається як «багато биків». Тому, було звернута увага на багато річок з коренем «бик», «бич» в басейнах Самари і Торця: річка Бик — притока річки Самара, річка Бичок — притока річки Бик, річка Бичок — притока Сухого Торця, річка Бичок — притока Казенного Торця і, трохи з боку, — річка Бичок — притока Кривого Торця. Отже, Б. О. Рибаков вважав, що Сюурлій — це річка Самара, береги якої раніше були заболоченими, а Каяла розташована в межиріччі Самари і Бика. Додатковим орієнтиром було озеро, біля якого Ігор бачив, як б'ється його брат Всеволод, а також кам'янисті береги Каяли.
Вибір зупинився на річці Водяна, — притоці річки Самара, яка, дійсно, розташована між Самарою і Биком. Низинні береги Самари і Бика — заболочені, і цілком відповідають описаним в «Слові» місцях, де загинуло багато русичів, рятуючись від половців втечею. Притока Самари Гнилуша, що протікає також між Самарою і Биком, також входить до поля передбачуваного місця битви. Тут, в верхів'ях річки, на думку С. А. Плетньової, розташовувалися «лже-вежі». Біле озеро, яке розташоване між Биком, Гнилушею, Водяниою і Самарою, на думку Б. О. Рибакова, — це і є те озеро, де Ігор бачив Всеволода. За 6 км від озера, в районі сучасного Нововодяного, є балка Скелевата, тобто Кам'яниста, або Каяла.
За гіпотезею, те місце битви русичів із половцями було найбільш несприятливим для русичів. Система балок і озер, болотисті береги Самари з півночі та сходу, Бика — з півдня, брудної Гнилуші із солоною водою — із заходу. У районі нинішнього Нововодяного між балками Водяна і Мала Водяна (на захід від останньої) було велике болото. Не місцевість, а великий каменисто-болотистий мішок! Кончак зміг нав'язати своєму майбутньому зятю Ігорю місце битви, найбільш вигідне для господарів степу. Хоча, і для половців ця місцевість була згубною: тут не було навіть половецьких кам'яних баб, які трапляються в чималих кількостях на інших територіях українських степів. Заманивши Ігоря «лже-вежами», де русичі захопили багаті трофеї, але де не було ані худоби (атрибут стоянок кочовиків), ані охорони, — половці приспали пильність русичів, надавши їм можливість ночувати в степу на пересіченій місцевості, а наступного ранку русичі і поплатилися за свою зухвалість і недалекоглядність. Дослідження в районі Гнилуші й Водяної проводила С. А. Плетньова. Орієнтири, зазначені нею, були перевірені в результаті поїздок уздовж Водяної краєзнавцем із села Золотий Колодязь С. С. Мельниковим. Дослідники вказують, що Водяна має кам'янисті схили на території Олександрівської селищної громади.